# Sinderen
Sinderen ist ein Dorf in der Gemeinde Oude IJsselstreek in der niederländischen Provinz Gelderland. Es lag früher auf der Grenze der ehemaligen Gemeinden Gendringen und Wisch, die 2005 zusammengelegt wurden. Es befindet sich auf einer Weggabelung zwischen Varsseveld (Norden), Dinxperlo (Süden) und Gendringen (Südwesten). 
Früher gab es ein Schloss in Sinderen, woran noch die Kapelle von Sinderen erinnert. Die Weide vor dem Bauernhof de Huisman ist von einer alten Gracht umgeben, wo man noch Keller des Schlosses findet.